# Luigi Cascioli

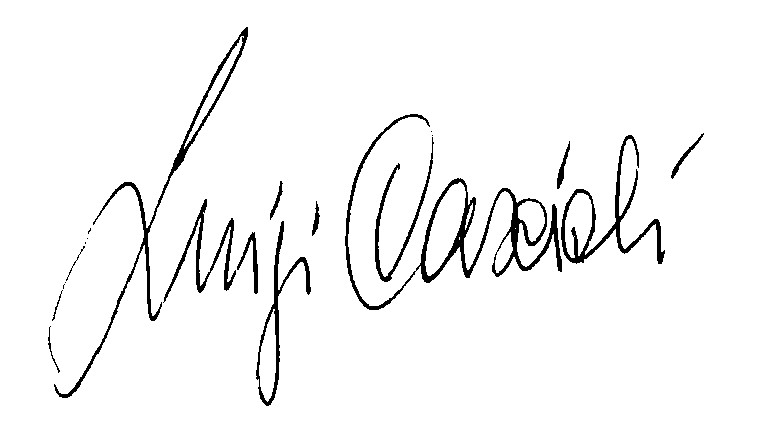
Semnătura

Luigi Cascioli (n. 16 februarie 1934, Bagnoregio, Lazio, Regatul Italiei – d. 15 martie 2010, Viterbo, Lazio, Italia) este autor al unei cărți autopublicate Fabula lui Hristos, care a câștigat notorietate pentru că a denunțat Biserica catolică, pentru „abuz al credulității populare” și „substituire de persoană”, într-un litigiu care nu a fost admis. El a bazat acuzațiile sale către Biserică pe rezultatele unor cercetări proprii, tinzând să demonstreze că figura lui Isus ar fi un artificiu creștin perpetrat de-a lungul secolelor și fondat pe figura (literară, istorică) a lui Ioan din Gamala. S-a remarcat la o vârstă matură și a murit în 2010, la vârsta de 76 de ani.

## Denunțul
„Se io combatto le religioni non è perché esse sostengono l'idea di un Dio inesistente, ma perché esse fondano su questa chimera una morale basata sulla stagnazione e sul regresso”—Luigi Cascioli
Pe 13 septembrie 2002 Luigi Cascioli a dat în judecată Biserica în persoana preotului paroh Enrico Righi, fostul său tovarăș de seminar și prieten, pentru infracțiuni de „abuz al credulității poporului” și „substituire de persoană”. Potrivit lui Cascioli, don Enrico Righi a fost vinovat pentru că a scris într-un buletin parohial că Isus a existat cu adevărat. În cartea lui Fabula lui Hristos, el explică în mod clar că plângerea sa este o provocare adresată Bisericii, care nu implică nici o animozitate față de preot.

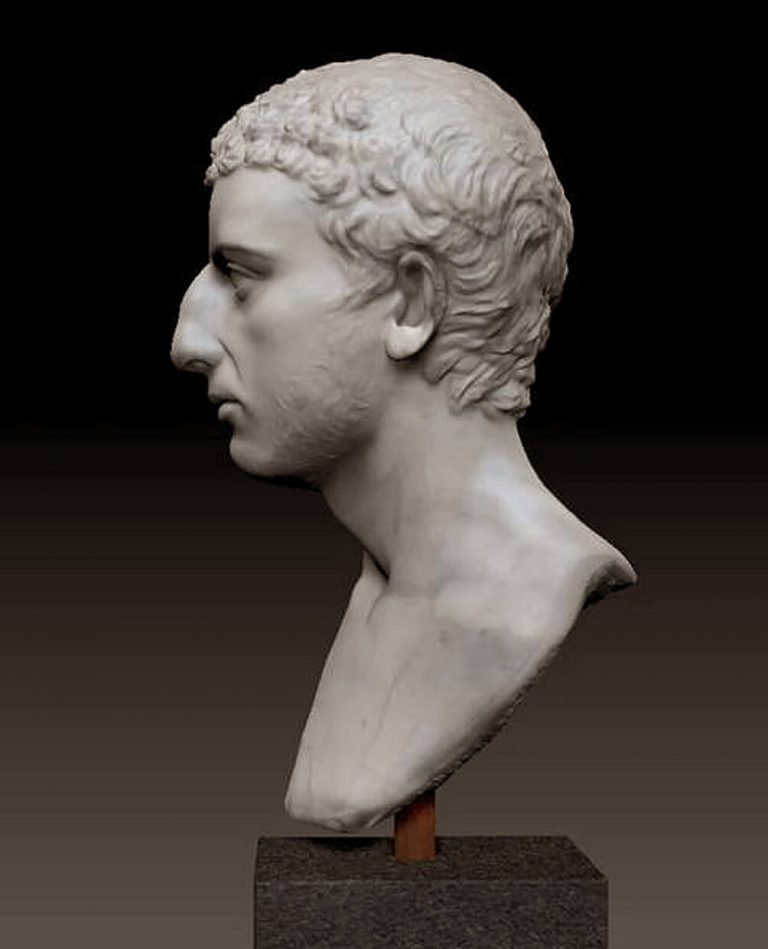
Flavius josephus, istoric evreu-roman de la care Cascioli a reluat multe informații

## Lucrări
- Citare goală (ajutor) - textul integral al cărții
- Scrisoare deschisă de la Vatican, autopubblicato, 2005, text
- Moartea lui Hristos (Creștini și cristicoli), autopubblicato, 2007
- Prefață : Giancarlo Tranfo, crucea de spini. Isus: povestea care nu a fost încă spus, Chinaski Edizioni, 2008, textul

## Vezi și
- Emilio Bossi
- Creștinismul și Mithraismul
- Ioan din Gamala (personaj literar)
- Jean La Fel De Bine-Cunoscut
- Mitul lui Isus
- Mithraismul
- Misterul religiilor
- Isus istoric
- Mormântul de la Talpiot

## Legături externe
- Materiale media legate de Luigi Cascioli la Wikimedia Commons